# Indywidualne Mistrzostwa Europy w Long Tracku 1964
Indywidualne Mistrzostwa Europy na długim torze 1964 – zawody żużlowe, mające na celu wyłonienie medalistów indywidualnych mistrzostw Europy na długim torze w sezonie 1964. W finale zwyciężył, jedyny raz w karierze, Duńczyk Kurt Wede Petersen.

## Terminarz
- 1. runda kwalifikacyjna – Kopenhaga, 3 maja 1964
- 2. runda kwalifikacyjna – Örebro, 7 czerwca 1964
- 3. runda kwalifikacyjna – Plattling, 2 sierpnia 1964
- finał – Scheeßel, 6 września 1964

## Finał
- Scheeßel, 6 września 1964

| Msc. | Zawodnik              | Kraj      | Pkt |  |  |
| ---- | --------------------- | --------- | --- |  |  |
| 1    | Kurt Wede Petersen    | Dania     | 15  |  |  |
| 2    | Olavi Turunen         | Finlandia | 14  |  |  |
| 3    | Manfred Poschenreider | RFN       | 10  |  |  |
| 4    | Josef Seidl           | RFN       | 11  |  |  |
| 5    | Agnar Stenlund        | Szwecja   | 9   |  |  |
| 6    | Alfred Dannmeyer      | RFN       | 9   |  |  |
| 7    | Jon Ødegaard          | Norwegia  | 10  |  |  |
| 8    | Bertil Carlsson       | Szwecja   | 16  |  |  |
| 9    | Hermann Viets         | RFN       | 7   |  |  |
| 10   | Fred Aberl            | RFN       | 7   |  |  |
| 11   | Josef Unterholzner    | RFN       | 7   |  |  |
| 12   | Sven Sigurd           | Szwecja   | 6   |  |  |
| 13   | Einar Hansen          | Dania     | 5   |  |  |
| 14   | Heinz Viets           | RFN       | 5   |  |  |
| 15   | John S. Andersen      | Dania     | 4   |  |  |
| 16   | Juhani Taipale        | Finlandia | 3   |  |  |
| 17   | Åke Östblom           | Szwecja   | 2   |  |  |
| 18   | Otto Lantenhammer     | RFN       | 0   |  |  |